# The Hustler (album)
The Hustler is het tweede studioalbum van de Puerto Ricaans/Amerikaanse trombonist Willie Colón. Het werd in 1968 op Fania uitgebracht.

## Hoesfoto
De hoesfoto van The Hustler is een persiflage op de gelijknamige film uit 1961 met Paul Newman en Jackie Gleason. Voorop staan de 18-jarige Colón en zijn bandleden (behalve zanger Héctor Lavoe) voor een pooltafel in het gebouw van een bank waar zich ook de kluis bevindt. Achterop is iedereen weg en de kluis leeggeroofd. De foto is gemaakt in het huis van de vader van platenbaas Jerry Masucci in Yonkers, New York. Vanwege zijn geuzennaam en debuutalbum El Malo zou Colón tot midden jaren 70 op zijn platenhoezen als crimineel poseren.

## Tracklijst
| Nr. | Titel               | Duur |
| --- | ------------------- | ---- |
| 1.  | The Hustler         | 6:29 |
| 2.  | Que Lio             | 4:35 |
| 3.  | Montero             | 4:20 |
| 4.  | Se Acaba Este Mundo | 4:15 |
| 5.  | Guajirón            | 5:59 |
| 6.  | Eso Se Baila Asi    | 5:15 |
| 7.  | Havana              | 6:37 |

## Personeel

### Muzikanten
- Pablo Rosario: bongo
- Héctor "Bucky" Andrade: conga
- Nicky Marrero: timbales
- Santi González: bas
- Mark "Markolino" Dimond: piano
- Joe Santiago: Valve trombone
- Willie Colón: Valve trombone
- Héctor Lavoe: leadzang

### Overigen
- Producer: Johnny Pacheco
- Opnameleider: Jerry Masucci
- Hoesontwerp: Izzy Sanabria
- Fotografie: Marty Topp